# أليسون ر. بالمر
أليسون ر. بالمر (بالإنجليزية: Allison R. Palmer)‏ هو إحاثي وجيولوجي أمريكي، ولد في 9 يناير 1927 في باوند بروك في الولايات المتحدة.